# Транспорт правоохранительных служб

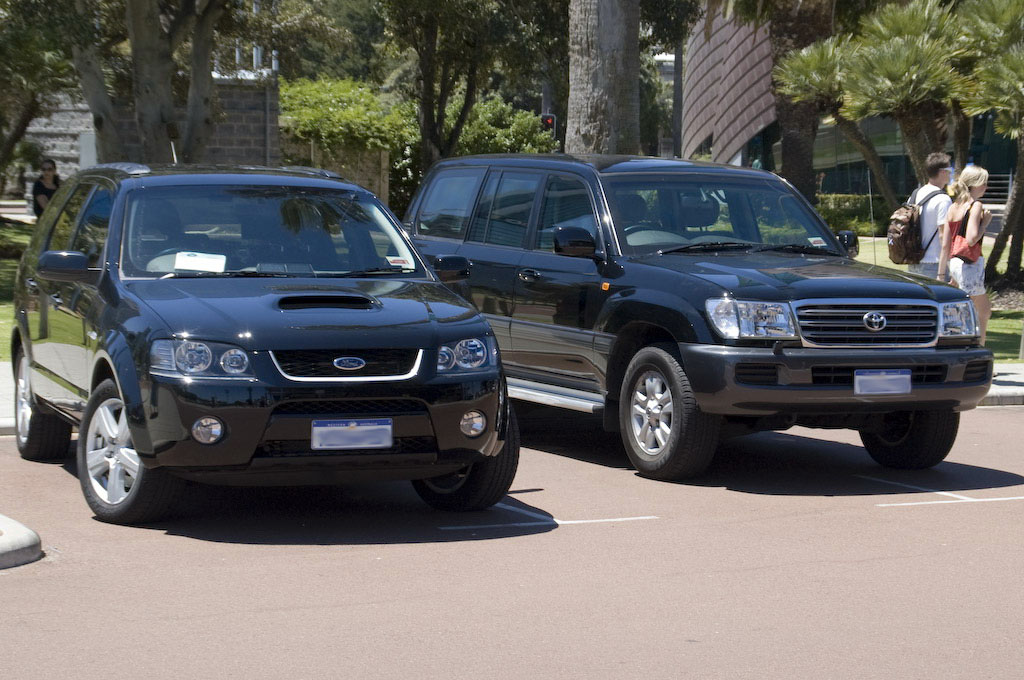
Ford Territory и Toyota Land Cruiser полиции штата Западная Австралия без опознавательных знаков

Транспорт правоохранительных служб — совокупность различных видов и типов транспортных средств, используемых правоохранительными службами (полиция, федеральные агентства и спецслужбы, специальные подразделения и др.).

## Отличительные особенности
Транспортные средства правоохранительных органов различаются по наличию спецокраски, проблесковым маячкам, сиренам, различного оборудования (экипировка, вооружение).

## Типы транспортных средств
| Название               | Изображение | Использование                                                                              |
| ---------------------- | ----------- | ------------------------------------------------------------------------------------------ |
| Полицейский автомобиль |             | Патрулирование, отправка сотрудников правоохранительных служб на инцидент или аварию.      |
| Полицейский вертолёт   |             | Воздушная разведка, высадка десанта, воздушная поддержка.                                  |
| Полицейский катер      |             | Патрулирование водной территории.                                                          |
| Полицейский мотоцикл   |             | Патрулирование, регулирование дорожного движения.                                          |
| Полицейский автобус    |             | Перевозка большого количества людей и оборудования.                                        |
| Полицейский фургон     |             | Перевозка оборудования, людей и преступников.                                              |
| Полицейский грузовик   |             | Переброска групп захвата, постройка баррикад на дорогах.                                   |
| Бронеавтомобиль        |             | Переброска подразделений специального назначения.                                          |
| Бронетранспортёры      |             | Переброска подразделений специального назначения, штурмы, борьба с массовыми беспорядками. |
| Лошади                 |             | Под нужды конной полиции.                                                                  |
| Велосипеды             |             | Патрулирование узких улиц и пешеходных зон.                                                |
| Снегоходы              |             | В заснеженных районах.                                                                     |
| Квадроциклы            |             | Патрулирование пляжей.                                                                     |
| Сегвей                 |             | Патрулирование пешеходных зон.                                                             |